# جایزه ادبی

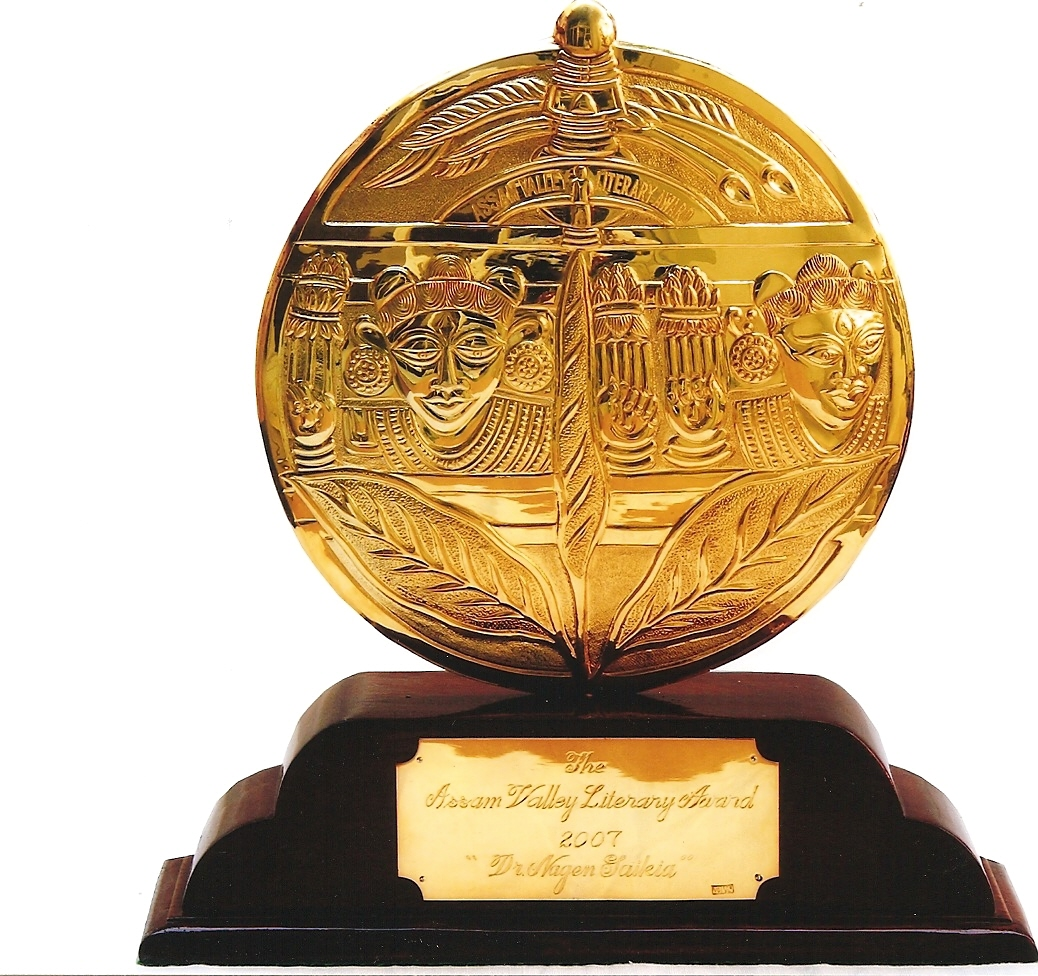
جایزه ادبی دره آسام

جایزهٔ ادبی افتخاری است که توسط نهادهای دولتی یا غیر آن، فرهنگستان‌ها، انجمن‌های ادبی، بنیادها و حتی اشخاص منفرد به آثار ادبی اعطا می‌شود. اغلب جوایز سالیانه است و همراه با مبلغی پول، گردن‌آویز (مدال) یا بورس است. این جوایز بر اساس اشخاصی که می‌توانند جایزه را دریافت کنند، به دو دسته «ملی» و «بین‌المللی» تقسیم می‌شوند. یکی از مؤسساتی که در این زمینه فعال است مؤسسهٔ خانه کتاب ایران است که انتخاب «جایزه ادبی پروین اعتصامی»، «جایزه ادبی جلال آل احمد» و «جایزه ادبی گام اول» توسط این مؤسسه انجام می‌پذیرد.
همچنین برخی از جایزه‌های کتاب توسط نهادهای مردمی و غیردولتی برگزار می‌شود. یکی از مهم‌ترین جایزه‌های کتاب غیردولتی، «جایزه کتاب روایت پیشرفت» است.

## اهداف
عمده هدف‌ها از برگزاری چنین جوایزی عبارتست از:
- تقدیر و اطلاع‌رسانی دربارهٔ کتاب‌های منتشر شده
- ترویج و در دسترس قرار دادن کتاب‌ها برای مخاطبان
- تقویت و اقتدار حوزه نشر
- کم کردن فاصله پدیدآورنده با مخاطب
- تشویق و تقدیر پدیدآورندگان[۱]

## ایران
- جایزهٔ ملی شعر مقاومت ملل (آیات)
- جایزهٔ بین‌المللی کتاب من (mybook prize)
- جایزهٔ ادبی ایران
- جایزه منتقدان و نویسندگان مطبوعاتی
- جایزه کتاب سال جمهوری اسلامی ایران
- جایزه مهرگان ادب
- جایزه هوشنگ گلشیری
- جایزه شعر کارنامه
- جایزه انجمن قلم ایران
- جایزه ادبی یلدا
- جایزه روزی روزگاری
- جایزه ادبی صادق هدایت
- جایزه ادبی جلال آل‌احمد
- جایزه ادبی چراغ مطالعه
- جایزه ادبی واو
- جایزه هنر و ادبیات گمانه‌زن
- جایزه ادبی شهید غنی پور
- جایزه کتاب سال حوزه
- جایزه ادبی هفت اقلیم
- جایزه کتاب روایت پیشرفت

## ایتالیا
- جایزه استرگا

## بلژیک
- جایزه ویکتور روسل
- جایزه ادبی شهر تورنای
- جایزه ویکتور روسل برای جوانان
- جایزه گرو سل

## سوئیس
- جایزه بیبلیومدیا

## کانادا
- جایزه آلیبیس
- جایزه داستان کوتاه کامن‌ولث
- جایزه فرماندار کل

## آلمان
- جایزه گئورگ بوشنر

## اتریش
- جایزه آرتور شنیتسلر

## فرانسه
- جایزه گنکور
- جایزه فرهنگستان فرانسه
- جایزه فمینا
- جایزه رنودو
- جایزه اینترالیه
- جایزه مدیسی

## اسپانیا
- جایزه سروانتس
- جایزه ادبی لارا
- جایزه نادال

## ژاپن
- جایزه آکوتاگاوا
- جایزه تانیزاکی

## هلند
- جایزه سیلبرنر گریفل

## بریتانیا
- جایزه بوکر مک‌کونل
- جایزه ادبی من بوکر
- جایزه ادبی بنیاد ژاله اصفهانی
- جایزه داف کوپر
- جایزه ادبیات داستانی زنان

## سوئد
- جایزه آسترید لیندگرن
- جایزه نیلس هولگرسون

## ایالات متحده آمریکا
- جایزه کتاب آمریکا
- جایزه هوگو
- جایزه حلقه کتاب ملی
- جایزه نبولا
- جایزه پولیتزر
- جایزه پوشکارت

## جوایز ادبی بین‌المللی
- جایزه نوبل ادبیات